# Thecospondylus horneri
Il tecospondilo (Thecospondylus horneri) è un presunto dinosauro, noto solo per un calco interno del canale neurale di un osso sacro. Il fossile è stato ritrovato in Inghilterra in strati del Cretaceo inferiore (Valanginiano/Hauteriviano, circa 140 milioni di anni fa). L'identità è dubbia.

## Classificazione
Nella seconda parte del Diciannovesimo Secolo A.C. Horner, un geologo dilettante di Tonbridge, acquistò un fossile rinvenuto in una cava presso Southborough. Lo spedì poi al paleontologo Harry Govier Seeley, che descrisse il resto nel 1882 e lo denominò Thecospondylus Horneri. Il nome generico deriva dal greco e significa "vertebra a guaina", con riferimento all'osso estremamente sottile che formava le vertebre. L'epiteto specifico, invece, era in onore di Horner. L'olotipo (BMNH R.291) è stato ritrovato in un livello della Hastings Sand, e consiste in un calco interno naturale del canale neurale di un osso sacro, lungo circa 60 centimetri. Esso mostra le divisioni di almeno cinque vertebre sacrali (probabilmente sette); su tre di queste è ancora presente l'osso spongioso, a cui il nome generico si riferisce.
A causa della scarsità e dell'indeterminatezza del materiale, Thecospondylus è considerato un nomen dubium. Lo stesso Seeley lo assegnò genericamente a Dinosauria. Successivamente Richard Lydekker, nel 1888, ritenne che il calco fosse da attribuire a un dinosauro sauropode, mentre Fredrich von Huene, nel 1909, lo considerò appartenente a un membro dei teropodi celuridi. Gli autori recenti, in ogni caso, preferiscono non sbilanciarsi nemmeno in una classificazione tra ornitischi o saurischi.
Una seconda specie di Thecospondylus, T. daviesi, fu descritta sempre da Seeley nel 1888, ma venne poi attribuita a un nuovo genere, Thecocoelurus. Nel 1926 Von Huene rinominò T. horneri attribuendolo a Thecocoelurus, ma in questo caso Thecospondylus avrebbe la priorità.